# نائومی پارکر
نائومی پارکر فریلی (انگلیسی: Naomi Parker)(زادهٔ ۲۶ اوت ۱۹۲۱ – درگذشته ۲۰ ژانویهٔ ۲۰۱۸) پیشخدمت اهل ایالات متحده آمریکا بود که الهام‌بخش شکل‌گیری مشهورترین «پوستر فمینیستی» نماد فرهنگی «رُزی پَرچ کُن» در جریان جنگ جهانی دوم در آمریکا بود.

## زندگی‌نامه
وی در ۲۶ اوت ۱۹۲۱ در تالسا، اکلاهما به دنیا آمد. پس از حمله به پرل هاربر، برای کار به پایگاه هوایی در آلامیدا – ایالت کالیفرنیا - رفت و به عنوان نخستین زن، در آن جا مشغول به کار شد.
طبق نظر محققان و کارشناسان، تا به حال چند زن به عنوان نماد الهام‌بخش «رزی پرچ کن» معرفی شده‌اند.
جیمز جی. کیمبل، (به انگلیسی: James J. Kimble) محقق دانشگاه «ستون‌هال»، بر روی نائومی پارکر فریلی، به عنوان اصلی‌ترین الهام، متمرکز شد. وی یافته‌های خود را در مجله علم بیان و روابط عمومی – رتوریک اند پابلیک افرز – منتشر کرده و گفته که عکسی از خانم فریلی، الهام‌بخش شکل‌گیری پوستری با عنوان «ما می‌توانیم!» بوده‌است.
عکسی از او در حال کار، به شکل‌گیری پوستر معروف «ما می‌توانیم!» منجر شد.
این پوستر به تدریج به نماد تغییر اجتماعی در زمان جنگ تبدیل شد، چرا که در آن زمان نیاز به نیروی کار بود. زنان از آن پوسته متعارف شغلی بیرون آمدند و وارد حوزه‌ای شدند که تا پیش از این در انحصار مردان بود.
این پوستر توسط جی. هاوارد میلر هنرمند آمریکایی طراحی شد. زنی با شلوار کار آبی رنگ، روسری قرمز با توپ‌های سفید بر سر و موهایی بسته، که با مشت گره کرده، بازو گرفته‌است.
طبق اسناد تاریخ موزه ملی آمریکا، شرکت تولید محصولات برقی «وستینگهاوس» این پوستر را سفارش داد تا برای تقویت روحیه کارگران مؤثر و مفید باشد و برای مدتی، آن را در دیوارهای کارخانه‌هایش نصب کرد.
پس از جنگ دیگر خبری از این نقش و پوستر نبود تا اینکه در دهه ۱۹۸۰ و با شروع جنبش فمینیسم، این پوستر بار دیگر مطرح شد و این بار نام «رزی پرچ کن» برایش تعریف شد و بار دیگر به حوزه فرهنگ اجتماعی آمد.

## درگذشت
نائومی پارکر فریلی، به سرطان مبتلا شده بود و در ۲۰ ژانویه ۲۰۱۸در لانگ ویو، واشینگتن در سن ۹۶ سالگی درگذشت.

وزارت دفاع آمریکا، پنتاگون، روز سه‌شنبه ۲۳ ژانویه ۲۰۱۸ در پیامی در شبکه اجتماعی توئیتر به خانم فریلی ادای احترام کرد: 
«ما یاد و خاطره نائومی پارکر فریلی را که الهام بخش «رزی پرچ کن» بوده، گرامی می‌داریم».